# Peter Cooper

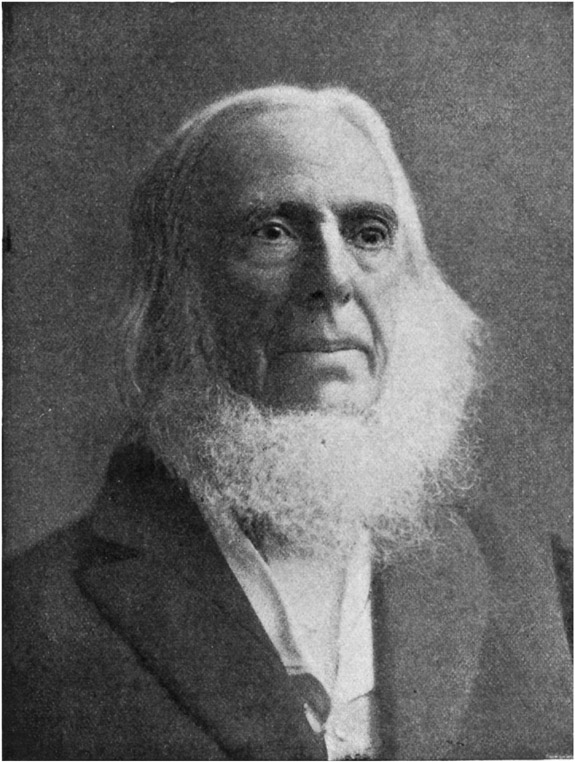
Peter Cooper

Peter Cooper (* 12. Februar 1791 in New York City; † 4. April 1883) war ein US-amerikanischer Industrieller, Erfinder und Philanthrop.

## Leben und Wirken
Cooper war Sohn holländischer Einwanderer, ging nur kurz zur Schule und wurde in die häusliche Hutfertigung integriert. Er erlernte den Beruf des Kutschenbauers. Seine handwerklichen Fähigkeiten ließen ihn jedoch bald Neues erschaffen. In den folgenden Jahren war er Besitzer einer Möbelfabrik und eines Kolonialwarengeschäfts. 1828 gründete er eine erfolgreiche Unternehmung, um Leim und Hausenblase herzustellen. Dieses Verfahren ließ er 1830 patentieren und wurde damit reich. 1813 heiratete er Sarah Bedell. Sie hatten sechs Kinder, von denen jedoch nur Edward Cooper der spätere Bürgermeister von New York City und Sarah Amelia überlebten. Sarah heiratete Abram Hewitt.
Als Autodidakt ging Cooper in die Geschichte des Eisenbahnbaus ein, als er 1830 die erste amerikanische Lokomotive, die Tom Thumb konstruierte, die er in seinem Canton Eisenwerk bei Baltimore fertigen ließ. Die Lokomotive erlaubte einen Krümmungshalbmesser von weniger als 100 Fuß zu durchfahren und konnte deswegen erfolgreich bei der Baltimore and Ohio Railroad eingesetzt werden.
1840 wurde er in den Stadtrat von New York gewählt. Dabei tat er sich insbesondere durch die Korruptionsbekämpfung hervor.
1845 reichte er das erste US-amerikanische Patent für die Herstellung von Gelatine ein. Das Produkt wurde bald landesweit unter dem Handelsnamen Jell-O bekannt (deutsch: Wackelpudding). Im selben Jahr eröffnete er ein Walzwerk für die Herstellung von Stahlträgern in Trenton (New Jersey). Dort wurden auch die ersten standardisierten Stahlträger für den Hochbau gewalzt.
Mit vier weiteren Personen gründete er die New York, Newfoundland and London Telegraph Company. 1858 gelang es ihm zusammen mit Samuel Morse das erste transatlantische Kabel auszubringen und so einen schnellen Nachrichtenverkehr zwischen den USA und Europa zu ermöglichen.
Cooper war sozial engagiert und finanzierte mehrere Projekte für die Armenausbildung. So gründete er 1859 die Cooper Union für Fortschritte in Wissenschaft und Kunst.
1876 nahm Cooper an den Wahlen zur US-Präsidentschaft teil, bei der er chancenlos die United States Greenback Party vertrat, die es sich zum Ziel gemacht hatte, die Notenpresse anzuwerfen, um so Farmern und anderen armen Bevölkerungsschichten die Rückzahlung von Krediten zu erleichtern. Er erzielte lediglich 1 Prozent der Stimmen.
Cooper starb am 4. April 1883 im Alter von 92 Jahren und wurde auf Green-Wood Cemetery in Brooklyn, New York begraben.

## Veröffentlichungen
- The political and financial opinions of Peter Cooper. With an autobiography of his early life. Edited by Prof. J. C. Zachos, Curator at the Cooper Union, New York. Publisher: Trow's printing and bookbinding company New York 1877
- Letter from Peter Cooper to Governor Horatio Seymor. The death of slavery. Printed 1863
- Answer and remonstrance of the American Telegraph Company to the memorial of the Magnetic Telegraph Company and the New England Union Telegraph Company. April 30, 1858 to the Senate and House of Representatives of the United States of America, in Congress assembled.
- Good government. Appeal of Peter Cooper, now in the 91st year of his age, to all legislators, editors, religious teachers, and lovers of our country 1882